# Preisoptimierung
Unter Preisoptimierung versteht man alle Verfahren der Preisbildung, die durch kontinuierliche und systematische Preisveränderungen im Angebot eines Anbieters das Kaufverhalten der Kunden im Sinne des Anbieters verbessern sollen. Letztendlich dient Preisoptimierung immer der Erhöhung des Ertrags, den ein Anbieter bei gleichem Angebot erwirtschaften kann. Preisoptimierung ist bei vielen Händlern und Herstellern ein wichtiger Teil des Sortimentsmanagements, aufgrund der Komplexität der Aufgabe werden vor allem in den letzten Jahren verstärkt Softwaresysteme eingesetzt, die diese Aufgabe automatisch durchführen können.
Typische Beispiele für die Anwendung von Preisoptimierung ist die Bestimmung von differenzierten optimalen Preisen für Modeartikel, Hotelzimmer oder Flugreservierungen in Abhängigkeit von Nachfrage und Zeitpunkt. Ein Hotel kann ein Hotelzimmer z. B. während einer Messe oft deutlich teurer anbieten als zu Zeiten, in denen mit weniger Besuchern zu rechnen ist. Gleichzeitig hat ein Hotel aber auch Interesse daran, eine möglichst hohe Auslastung des Hotels zu erzielen. Ein „optimaler“ Preis für ein Zimmer ist der Preis, mit dem das Hotel den höchstmöglichen Ertrag erzielen kann.

## Markdown-Optimierung
Die Preisoptimierung von Gütern, die im Laufe der Zeit für den Anbieter an Wert verlieren, bezeichnet man als Markdown-Optimierung. Vor allem im Bereich Mode setzen Händler und große Hersteller Softwaresysteme für die Markdown-Optimierung ein, die den Zeitpunkt und den Umfang der regelmäßigen Preissenkungen im Lebenszyklus eines Modeprodukts planen. 
Im Gegensatz zu einem festen Ablauf von Preissenkungen (z. B. 25 % Preissenkung im Winterschlussverkauf auf dem gesamten Sortiment), wie sie von Handelsunternehmen geplant werden, kann eine geeignete Software aus den Verkaufszahlen automatisch sehr viele, produktindividuelle Preissenkungen bestimmen. In Abhängigkeit zur bestehenden Nachfrage kann daher sowohl die Höhe als auch der Zeitpunkt einer Preissenkung variieren. Softwaregestützte Markdown-Optimierung führt oft zu früheren, aber weniger starken Preissenkungen.

## Taktische Preisoptimierung
Taktische Preisoptimierung bezeichnet die automatische Preisoptimierung in Warensegmenten mit Substitutionsartikeln. Ziel einer taktischen Preisoptimierung ist die Erhöhung des mittleren erzielten Ertrages.
Viele Händler bieten eine breite Auswahl von Produkten an, die sehr ähnliche Aufgaben erfüllen und für den Kunden weitgehend austauschbar sind. Ein Teil der Kaufentscheidung wird dabei durch den Preis bestimmt, und ein Händler kann je nach Entscheidung der Kunden deutlich veränderte Erträge erzielen. 
Die dynamische Preisbildung in Warensegmenten mit vielen solchen Substitutiongütern heißt Taktische Preisoptimierung. Hierbei wird stets versucht, aus der derzeitigen Kundennachfrage in einem Warensegment mit Hilfe ökonometrischer Modelle abzuleiten, welche Produkte mit hohem potentiellem Stückertrag aufgrund eines unattraktiven Preises nicht gekauft werden. Durch Preissenkungen bei solchen Produkten, in Verbindung mit moderaten Preiserhöhungen bei Produkten mit niedrigem Stückertrag, werden diejenigen Produkte aus Sicht des Käufers attraktiver, an denen der Händler potentiell mehr verdient. Alternativ kann ein System für die taktische Preisoptimierung aber auch abschätzen, welche Produkte aufgrund niedriger Preiselastizität kaum Veränderungen im Absatz zeigen und gezielt dort Preiserhöhungen durchführen.
Anders als in der Markdown-Optimierung ist der Einsatz von Softwaresystemen für die taktische Preisoptimierung in Europa noch wenig verbreitet.